# اندرو شیلینگ
اندرو شیلینگ ( به انگلیسی : Andrew Shilling ) از فرماندهان کمپانی هند شرقی بود.
او در ابتدا به عنوان افسر جزء در نیروی دریایی سلطنتی بریتانیا خدمت می کرد و از این جایگاه به تدریج خود را به بالاترین مناسب نظامی رساند تا آنکه در سی ام ماه مه 1603 به صورت مادام العمر در جمع شش فرمانده ارشد نیروی دریایی بریتانیا قرار گرفت.در سال 1617 او را برای شرکت در پنجمین سفر اکتشافی کمپانی هند شرقی ، موقتاً از سمت دریاسالاری معاف ساختند.شیلینگ در چهارم فوریه همان سال به عنوان ناخدای ارشد اسکادرانی متشکل از پنج کشتی تحت فرماندهی مارتین پرینگ از گریوسند (Gravesend)روانهٔ هند شرقی شد. او در این سفر موفق به تسخیر یک کشتی پرتغالی که از موزامبیک محمولهٔ عاج حمل می کرد گردید. ناخدا شیلینگ در سورات به فرماندهی کشتی آنژل که در نبرد با هلندی ها به تصرف قوای بریتانیایی درآمده بود برگزیده شد و با خود سر توماس رو (Sir Thomas Roe) را به انگلستان باز گرداند.او در 1618 به انگلستان رسید. پس از این ماموریت ، کمپانی هند شرقی مجدداً اجازهٔ ترخیص او را برای شرکت در سفری دیگر از دوک باکینگهام گرفت.در 29 فوریه 1619 شیلینگ به عنوان ناخدای ارشد کشتی لندن که سرفرماندهی اسکادرانی متشکل از چهار کشتی را به عهده داشت، از تیبوری (Tilbury) عازم دریاها شد. او نخست به سورات رفت و سپس دو فروند از ناوهای تحت فرمان خویش به نامهای هارت (Heart) و ایگل (Eagle) را به خلیج فارس فرستاد و خود با ناو رویباک (Roebuck) و لندن به دنبال آنها روانه شد. در این مسیر او یک کشتی پرتغالی حامل محمولهٔ اسب را توقیف کرد و به یکی از کشتی های خود که در حال بازگشت بود ، برخورد. آنان خبر آورده بودند که نیروهای پرتغالی از قدرت زیادی برخوردارند. با این حال شیلینگ تصمیم به حمله گرفت و در 19 دسامبر 1620 در نزدیکی جاسک به پرتغالیان یورش آورد. نبرد اول به نفع نیروی انگلیسی تمام نشد ولی حمله در روز کریسمس تکرار گردید. به یمن غافلگیری ، دو کشتی هارت و لندن به تنهایی موفق به اجرای عملیات شدند و با شکست نیروی پرتغالی آنها را متواری ساختند. علی‌رغم این پیروزی ناخدا شیلینگ در نبرد به شدت زخمی شد و هفت روز بعد در اول ژانویه سال 1621 از دنیا رفت . جسد او را در بندر جاسک دفن کردند.